# Meђународни фестивал позоришта за децу (Суботица)
Међународни фестивал позоришта за децу у Суботици основан је 1994. године. Одржава се у јулу или септембру месецу сваке године. Овај фестивал су обележиле сјајне представе реномираних светских позоришта, Фестивал објављује конкурс за такмичарски програм. Право учешћа имају сва професионална позоришта лутака и позоришта за децу, као и сва друга професионална позоришта која на свом репертоару имају представе за децу. Фестивалске програме у оквиру којих су организоване изложбе, наступе у такмичарском и пратећим програмима, научни форум, радионице и промоције књига је посетило преко 7.000 гледалаца од којих су највећи број чинила деца.

## Награде
Фестивал додељује Гран при за најбољу представу у целини, награду за најбољу режију, награду за најбољу сценографију, награду за најбољу оригиналну музику, награду за најбоље естетско и технолошко решење лутака; награде за глумачко/аниматорско мајсторство (пет равноправних награда) и специјалну награду за оригиналност и фантазију.
Додељује се и награда за животно дело „Мали принц”. Добитници 2021. године били су: Јован Царан, Људмила Константинова Хенсе и постхумно Драгослав Тодоровић.

## Покровитељство
Мађународни фестивал позоришта за децу одржава се под покровитељством Министарства културе Републике Србије, Покрајинског секретеријата за културу АП Војводине и Града Суботице, поред извођења представа, ту је и разноврсном пратећи садржај који чине и филмски програм, радионице, изложбе, промоције књига.